# Винисиус Ранжел
Винисиус Ранжел да Силва (порт. Vinicius Rangel da Silva; род. 30 апреля 2004, Ребосас, Парана) — бразильский футболист, защитник клуба «Аль-Фейха».

## Биография
Начал заниматься футболом в академии клуба «Атлетико Паранаэнсе». В 2021 году перешёл в «Интернасьонал», с которым побеждал в чемпионате штата Гаушо среди игроков до 17 лет и дважды в чемпионате того же штата в возрастной категории до 20 лет (2021, 2022). Являлся капитаном в молодёжной команде. Участник Молодёжного Кубка Либертадорес 2022 года.
В мае 2023 года главный тренер основной команды «Интернасионала» Мано Менезес включил Винисиуса Ранжела в заявку на матч Серии А против «Атлетико Минейро» (0:2), но на поле новичок тогда не вышел.
В сентябре 2023 года 19-летний футболист перешёл на правах аренды в португальский «Лоулетану», выступающий в четвёртом по силе дивизионе. По ходу турнира бразилец забил 5 мячей и принял участие в 19 матчах.
С сентября 2024 года — игрок клуба «Аль-Фейха». Его дебют в чемпионате Саудовской Аравии состоялся 29 сентября 2024 года в игре против «Эр-Рияда» (2:0).